# تعاند
التعاند عند الحكماء هو التقابل بين أمرين وجوديين بحيث لا يتوقف تعقل كل منهما على تعقل الآخر ولا يكون بينهما غاية الخلاف والتباعد، وهذان الأمران يسميان بالمتعاندين، كالحمرة والصفرة فإنهما متعاندان.